# 戴庆利
戴庆利（1973年10月—），女，安徽临泉人，文学硕士，中华人民共和国外交官，曾任中华人民共和国驻巴哈马国特命全权大使，现任中华人民共和国驻保加利亚共和国特命全权大使。

## 生平
1993年，毕业于安徽大学外语学院英语专业。1996年，进入中华人民共和国外交部工作，历任外交部翻译室科员、随员、三秘、二秘、副处长。2008年起，先后任驻英国大使馆一秘、参赞。2012年，任外交部亚洲司参赞、参赞兼处长。2015年，任外交部翻译司参赞。2016年，任外交部翻译司副司长。2021年3月，出任中华人民共和国驻巴哈马大使。2024年4月，自驻巴哈马大使离任。5月，出任中华人民共和国驻保加利亚大使。